# Жариков Леонід Михайлович
Леонід Михайлович Жариков (Ілля Мелахійович; 26 липня 1911, Юзівка, Область Війська Донського, Російська імперія — 6 березня 1985, Москва, РРФСР, СРСР) — український, європейський і російський радянський письменник, відомий своїми автобіографічними повістями на тему революційного бойового червоного козацтва і партизанства, боротьби за правду, свободу і народовладдя на теренах Області Війська Донського (майбутнього Донбасу) в контексті української і російської революцій 1917—1921 років.
Серед близьких друзів український російськомовний поет Павло Григорович Безпощадний, якого знав з юності і деякі моменти біографії якого відобразив у своїх книгах.

## Життєпис
Народився на п'ятнадцятій лінії Юзівки, де збудував землянку батько Мілахій Миколайович Жариков (?-1920) — уродженець Орловської губернії, муляр. Мати і батько хотіли назвати сина Леонідом, але за церковними книгами найближчим святим був Ілля, і священик не захотів порушувати встановлених порядків, однак все життя хлопця звали Льонею.
Першим учителем була мати, Олександра Панасівна (?-1920). Влітку 1920 роки батьки померли і до 15 років хлопець жив у Калузі, в сім'ї дядька — Петра Миколайовича Жарикова. У Калузі вступив в піонери.
Повернувся в Донбас підлітком і пішов учнем токаря на колишній Юзівський завод. Був мобілізований комсомольським осередком механічного цеху в числі кількох хлопців і дівчат для культурної роботи в селі. Для цієї роботи закінчив учительські курси в Маріуполі і з комсомольською путівкою приїхав в сільську школу хутора Весело-Іванівський.
Далі працював на заводі, навчався на робітфаку, в музично-театральному інституті в Києві. Коли в місцевому журналі було надруковано перше оповідання, отримав путівку до Літературного інституту імені Горького в Москві.

## Сім'я
Батько актора Євгена Жарикова.